# Tarket Flanders Soccer Cup
De Tarket Flanders Soccer Cup is een indoor voetbaltoernooi dat jaarlijks net na Nieuwjaar gespeeld wordt in de Topsporthal in Gent op kunstgras. Er wordt gespeeld op een veld van 52 bij 32 meter met rondom een boarding van 1 meter hoogte.
Er is zowel een proftoernooi, alsook een toernooi voor dames en lagere afdelingen voorzien.
De winnaar van het proftoernooi krijgt een cheque ter waarde van 10.000 euro. De verliezend finalist krijgt 5.000 euro. In 2008 vond het toernooi niet plaats wegens te weinig geïnteresseerde teams.

## Winnaars proftoernooi
- 2004 SK Beveren
- 2005 SV Zulte Waregem
- 2006 KSV Cercle Brugge
- 2007 SK Beveren

## Winnaars Fieldturf Tarket Flanders Soccer Cup
- 2004 ?
- 2005 KFC VW Hamme
- 2006 KFC VW Hamme
- 2007 Olympic Charleroi

## Winnaars toernooi 4de klasse + 1ste provinciale
- 2006 Wevelgem City